# La milagrosa
La milagrosa es una película dramática colombiana de 2008 dirigida y escrita por Rafael Lara y protagonizada por Montserrat Espadalé, Antonio Merlano, Guillermo Iván, Mónica Gómez y Ana María Kámper.

## Sinopsis
Eduardo es un joven colombiano de clase alta que es víctima de una pesca milagrosa de la guerrilla. Tras un año de secuestro, Eduardo es liberado en una arriesgada estrategia militar. Cuando vuelve a retomar su vida, se replantea su experiencia mientras estuvo privado de la libertad.

## Reparto
- Montserrat Espadalé es Carola.
- Antonio Merlano es Eduardo.
- Guillermo Iván es Lagarto.
- Ana María Kamper es la madre de Eduardo.
- Mónica Gómez es Mayra.
- Germán Quintero es Don Eduardo.
- Álvaro García es El Gringo.
- Santiago Reyes es Julio.